# Nagaichthys
Genre
Nagaichthys est un genre de poissons d'eau douce de la famille des Chaudhuriidae. Ce genre est actuellement monotypique et ne comprend qu'une seule espèce de poisson, Nagaichthys filipes.

## Liste d'espèces
Selon World Register of Marine Species (4 août 2023) :
- Nagaichthys filipes Kottelat & Lim, 1991

## Systématique
Le nom valide complet (avec auteur) de ce taxon est Nagaichthys Kottelat & Lim, 1991,.

## Étymologie
Le nom générique, Nagaichthys, est la combinaison de Naga, terme malais signifiant « dragon », et d’ichthys, suffixe couramment employé pour les genres de poissons, et fait référence à la nageoire caudale de ces espèces qui rappelle la queue des dragons chinois.

## Publication originale
- Maurice Kottelat, « Notes on the taxonomy and distribution of some Western Indonesian freshwater fishes, with diagnoses of a new genus and six new species (Pisces: Cyprinidae, Belontiidae, and Chaudhuriidae) », Ichthyological Exploration of Freshwaters, Verlag Dr. Friedrich Pfeil (d), vol. 2, no 3,‎ juillet 1991, p. 273-287 (ISSN 0936-9902).